# Pseudarchaster garricki
Pseudarchaster garricki är en sjöstjärneart som beskrevs av Fell 1958. Pseudarchaster garricki ingår i släktet Pseudarchaster och familjen Pseudarchasteridae.
Artens utbredningsområde är havet kring Nya Zeeland. Inga underarter finns listade i Catalogue of Life.